# Te voy a decir una cosa
«Te voy a decir una cosa» es la décima canción del disco homónimo de Amaia Montero. Salió a la venta en 2008.

## Acerca de la canción
Escrita por Amaia Montero. Amaia le dedica esta canción a su madre, ya que ella le ayudó en su carrera musical. Además le describe y le cuenta todos los momentos que vivieron juntos.
Amaia confirmó esta canción como sencillo: “Es un álbum hecho totalmente por mí, son canciones que me pasaron o que me están pasando. Existe también un tema escrito para mi madre, el cual saldrá como tercer sencillo”.
Por el momento ha llegado al #26 de las melodías más descargadas según informa promusicae.

## Videoclip
Fue publicado el 15 de septiembre de 2009. En él se puede ver a Amaia en Rascafría, Madrid, cantando la canción en tres escenas diferentes. Estas imágenes de Amaia cantando se alternan con imágenes que representan la evolución de la relación materno-filial. Al final del vídeo sale la madre de Amaia Montero, Pilar Saldías.

## Posicionamiento
| Posición | 33 | 33 | 31 | 29 | 25 | 26 | 26 | 28 | 31 | 31 | 34 | 39 |